# Chareil-Cintrat
Chareil-Cintrat est une commune française, située dans le département de l'Allier en région Auvergne-Rhône-Alpes.

## Géographie

### Localisation
Le village de Chareil-Cintrat est situé dans la zone viticole de Saint-Pourçain, au centre-sud du département de l'Allier, à 6,8 km au sud-ouest de Saint-Pourçain-sur-Sioule, à 6,2 km de l'ancien chef-lieu du canton Chantelle, à 18,6 km au nord du bureau centralisateur du canton de Gannat. Toutefois, elle est plus proche de Vichy (21,9 km) que du chef-lieu du département Moulins (34,4 km). Toutes ces distances s'entendent à vol d'oiseau.
Ses communes limitrophes sont :
| Cesset    | Montord         | Saint-Pourçain-sur-Sioule |
| Fleuriel  | Chareil-Cintrat | Bayet                     |
| Fourilles | Étroussat       |                           |

### Hydrographie
La commune est traversée par la Bouble, affluent de la Sioule. Le Boublon se jette dans la Bouble, en rive droite, sur le territoire de la commune.

### Voies de communication et transports
La route départementale 987 traverse la commune du nord (Saint-Pourçain-sur-Sioule) vers l'ouest (Chantelle). Au nord, la RD 115 se dirige vers Montord (il existe aussi une RD 115b) ; elle devient la RD 219 au croisement avec cette ancienne route nationale. Enfin, la RD 35 longe au sud-est la frontière avec Bayet, puis avec Étroussat.

### Climat
Pour des articles plus généraux, voir Climat d'Auvergne-Rhône-Alpes et Climat de l'Allier.
En 2010, le climat de la commune est de type climat océanique dégradé des plaines du Centre et du Nord, selon une étude du Centre national de la recherche scientifique s'appuyant sur une série de données couvrant la période 1971-2000. En 2020, Météo-France publie une typologie des climats de la France métropolitaine dans laquelle la commune est dans une zone de transition entre le climat océanique altéré et le climat de montagne ou de marges de montagne et est dans la région climatique Centre et contreforts nord du Massif central, caractérisée par un air sec en été et un bon ensoleillement.
Pour la période 1971-2000, la température annuelle moyenne est de 11,5 °C, avec une amplitude thermique annuelle de 16,4 °C. Le cumul annuel moyen de précipitations est de 766 mm, avec 10,1 jours de précipitations en janvier et 7,2 jours en juillet. Pour la période 1991-2020, la température moyenne annuelle observée sur la station météorologique installée sur la commune est de 11,9 °C et le cumul annuel moyen de précipitations est de 676,1 mm,. Pour l'avenir, les paramètres climatiques de la commune estimés pour 2050 selon différents scénarios d'émission de gaz à effet de serre sont consultables sur un site dédié publié par Météo-France en novembre 2022.
| Mois                                  | jan.            | fév.           | mars           | avril         | mai           | juin          | jui.          | août          | sep.          | oct.          | nov.             | déc.           | année    |
| ------------------------------------- | --------------- | -------------- | -------------- | ------------- | ------------- | ------------- | ------------- | ------------- | ------------- | ------------- | ---------------- | -------------- | -------- |
| Température minimale moyenne (°C)     | 0,6             | 0,5            | 2,6            | 4,9           | 8,7           | 12,2          | 14            | 13,8          | 10,2          | 7,7           | 3,7              | 1,3            | 6,7      |
| Température moyenne (°C)              | 4               | 4,7            | 8              | 10,7          | 14,6          | 18,3          | 20,5          | 20,4          | 16,4          | 12,6          | 7,6              | 4,6            | 11,9     |
| Température maximale moyenne (°C)     | 7,4             | 8,9            | 13,4           | 16,6          | 20,5          | 24,4          | 27            | 27            | 22,5          | 17,5          | 11,5             | 7,8            | 17       |
| Record de froid (°C) date du record   | −24 16.01.1985  | −22 05.02.1963 | −12,2 01.03.05 | −6,2 08.04.21 | −3 11.05.1953 | 2 05.06.1975  | 4 08.07.1954  | 3 24.08.1980  | 0 21.09.1978  | −8 30.10.1955 | −10,3 23.11.1993 | −16 28.12.1962 | −24 1985 |
| Record de chaleur (°C) date du record | 18,4 10.01.1991 | 24 28.02.1960  | 27,1 31.03.21  | 30 22.04.1968 | 33 25.05.1953 | 39,6 27.06.19 | 41 31.07.1983 | 40,5 24.08.23 | 36 03.09.1962 | 31,1 13.10.23 | 24,8 07.11.15    | 20 16.12.1989  | 41 1983  |
| Précipitations (mm)                   | 43,9            | 32,9           | 40,2           | 56,8          | 71,6          | 63            | 68            | 71,5          | 60,6          | 57,1          | 63               | 47,5           | 676,1    |

## Urbanisme

### Typologie
Au 1er janvier 2024, Chareil-Cintrat est catégorisée commune rurale à habitat très dispersé, selon la nouvelle grille communale de densité à 7 niveaux définie par l'Insee en 2022.
Elle est située hors unité urbaine. Par ailleurs la commune fait partie de l'aire d'attraction de Saint-Pourçain-sur-Sioule, dont elle est une commune de la couronne,. Cette aire, qui regroupe 14 communes, est catégorisée dans les aires de moins de 50 000 habitants,.

### Occupation des sols

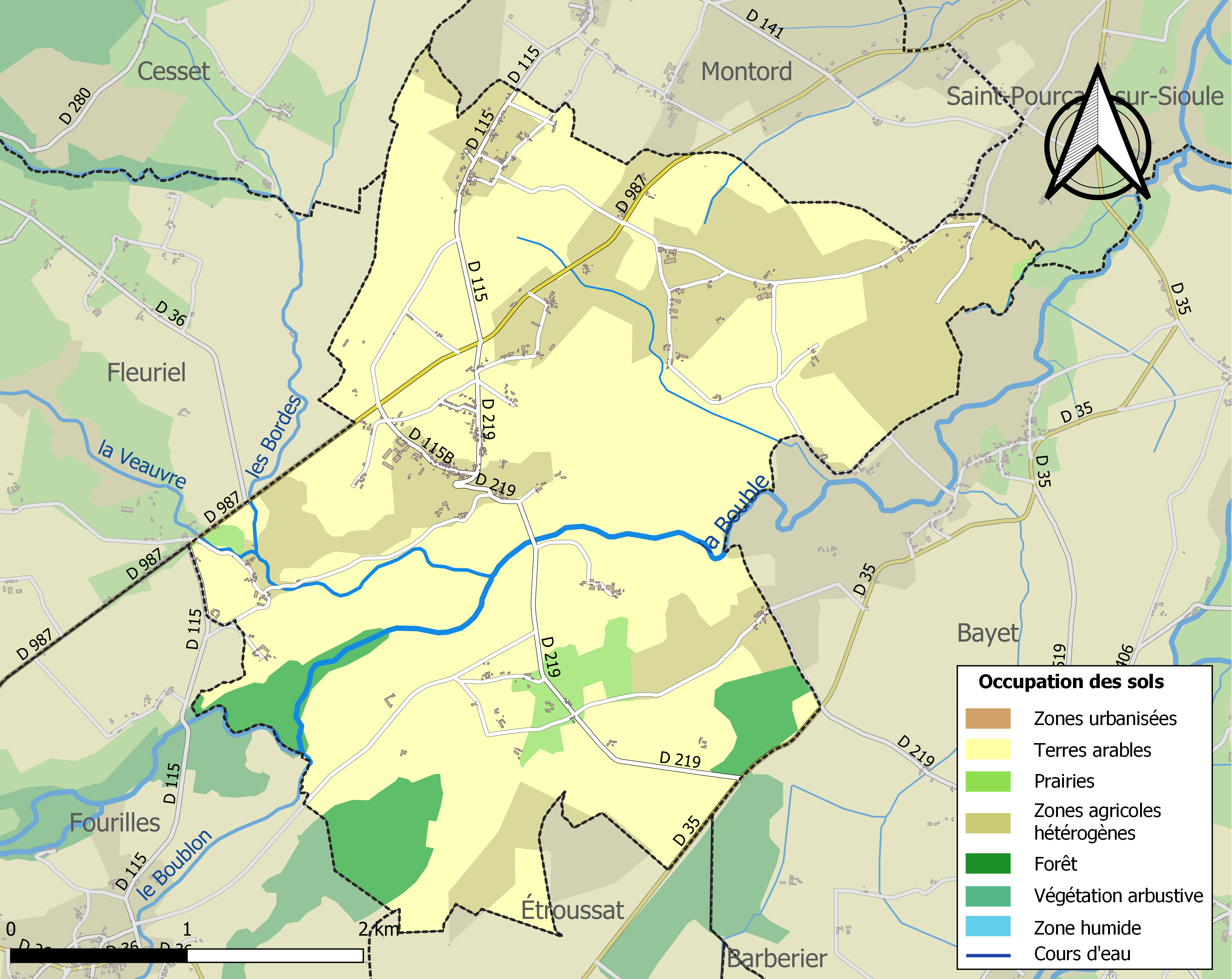
Carte des infrastructures et de l'occupation des sols de la commune en 2018 (CLC).

L'occupation des sols de la commune, telle qu'elle ressort de la base de données européenne d’occupation biophysique des sols Corine Land Cover (CLC), est marquée par l'importance des territoires agricoles (94 % en 2018), une proportion identique à celle de 1990 (94 %). La répartition détaillée en 2018 est la suivante : 
terres arables (66,4 %), zones agricoles hétérogènes (25,3 %), forêts (6 %), prairies (2,3 %).
L'IGN met par ailleurs à disposition un outil en ligne permettant de comparer l’évolution dans le temps de l’occupation des sols de la commune (ou de territoires à des échelles différentes). Plusieurs époques sont accessibles sous forme de cartes ou photos aériennes : la carte de Cassini (XVIIIe siècle), la carte d'état-major (1820-1866) et la période actuelle (1950 à aujourd'hui).

## Toponymie
Charuelh e Sintrat en bourbonnais du Croissant (langue intermédiaire entre occitan et langue d'oïl).

## Histoire
Chareil-Cintrat résulte de la fusion en 1830 de deux paroisses existant avant la Révolution et devenues deux communes distinctes : Chareil et Cintrat. Le bourg principal (où se trouvent la mairie et l'église) est au village de Chareil.
Le village actuel de Chareil est situé sur un plateau dominant le site du château et de l'ancienne église Saint-Blaise. L'occupation de ce dernier site est attestée au moins depuis l'époque gallo-romaine et a été favorisée par l'existence à cet endroit d'une source abondante.

## Politique et administration

### Découpage territorial
Par arrêté préfectoral du 2 janvier 2024, la commune est retirée le 1er janvier 2024 de l'arrondissement de Moulins et rattachée à l'arrondissement de Vichy.

### Liste des maires
| Période                                  | Période                      | Identité              | Étiquette | Qualité                                                           |
| ---------------------------------------- | ---------------------------- | --------------------- | --------- | ----------------------------------------------------------------- |
| Les données manquantes sont à compléter. |                              |                       |           |                                                                   |
|                                          |                              | Jean-Baptiste Gaulmin | Rad.      | Conseiller général du canton de Chantelle (1945-1960) Viticulteur |
|                                          |                              |                       |           |                                                                   |
| mars 2001                                | mai 2020                     | Marc Dandolo          | DVD       | Agriculteur retraité                                              |
| mai 2020                                 | En cours (au 8 juillet 2020) | Michel Frisot         |           | Retraité                                                          |

## Population et société

### Démographie
L'évolution du nombre d'habitants est connue à travers les recensements de la population effectués dans la commune depuis 1793. Pour les communes de moins de 10 000 habitants, une enquête de recensement portant sur toute la population est réalisée tous les cinq ans, les populations de référence des années intermédiaires étant quant à elles estimées par interpolation ou extrapolation. Pour la commune, le premier recensement exhaustif entrant dans le cadre du nouveau dispositif a été réalisé en 2006.

En 2022, la commune comptait 385 habitants, en évolution de +7,54 % par rapport à 2016 (Allier : −1,38 %, France hors Mayotte : +2,11 %).
| 1793 | 1800 | 1806 | 1821 | 1831 | 1836 | 1841 | 1846 | 1851 |
| ---- | ---- | ---- | ---- | ---- | ---- | ---- | ---- | ---- |
| 598  | 541  | 601  | 694  | 839  | 874  | 889  | 892  | 911  |

| 1856 | 1861 | 1866 | 1872 | 1876 | 1881 | 1886 | 1891 | 1896 |
| ---- | ---- | ---- | ---- | ---- | ---- | ---- | ---- | ---- |
| 904  | 878  | 885  | 865  | 833  | 799  | 758  | 767  | 766  |

| 1901 | 1906 | 1911 | 1921 | 1926 | 1931 | 1936 | 1946 | 1954 |
| ---- | ---- | ---- | ---- | ---- | ---- | ---- | ---- | ---- |
| 730  | 756  | 747  | 689  | 662  | 626  | 569  | 549  | 507  |

| 1962 | 1968 | 1975 | 1982 | 1990 | 1999 | 2006 | 2011 | 2016 |
| ---- | ---- | ---- | ---- | ---- | ---- | ---- | ---- | ---- |
| 445  | 479  | 378  | 316  | 311  | 317  | 335  | 355  | 358  |

| 2021 | 2022 | - | - | - | - | - | - | - |
| ---- | ---- | - | - | - | - | - | - | - |
| 376  | 385  | - | - | - | - | - | - | - |

### Enseignement
Chareil-Cintrat dépend de l'académie de Clermont-Ferrand. Elle gère une école élémentaire publique, située au bourg.
Hors dérogations à la carte scolaire, les collégiens se rendent à Bellenaves. Les lycéens fréquentent le lycée de Saint-Pourçain-sur-Sioule.

## Culture locale et patrimoine

### Lieux et monuments

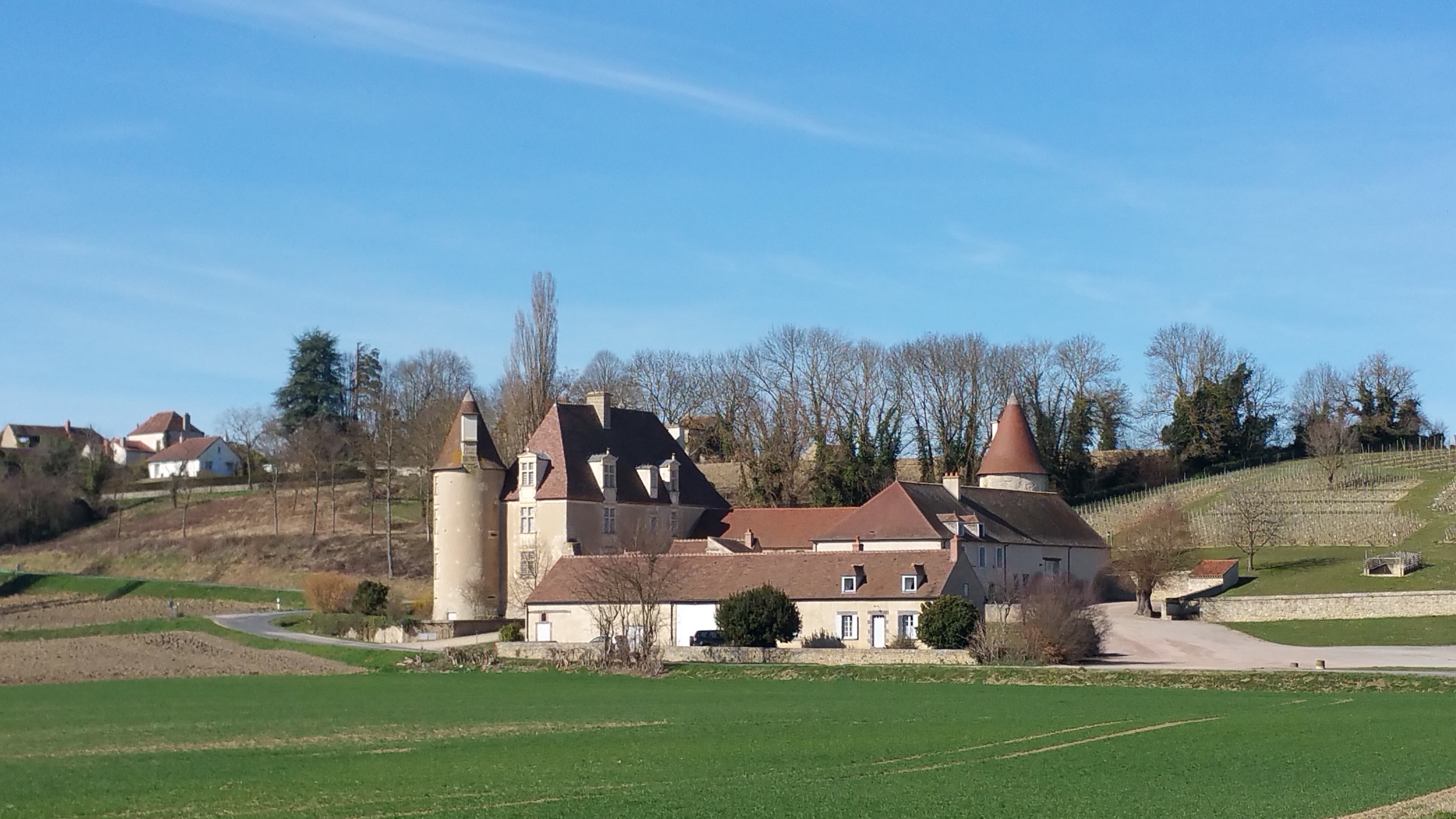
Château de Chareil-Cintrat avec à droite le conservatoire de la vigne.

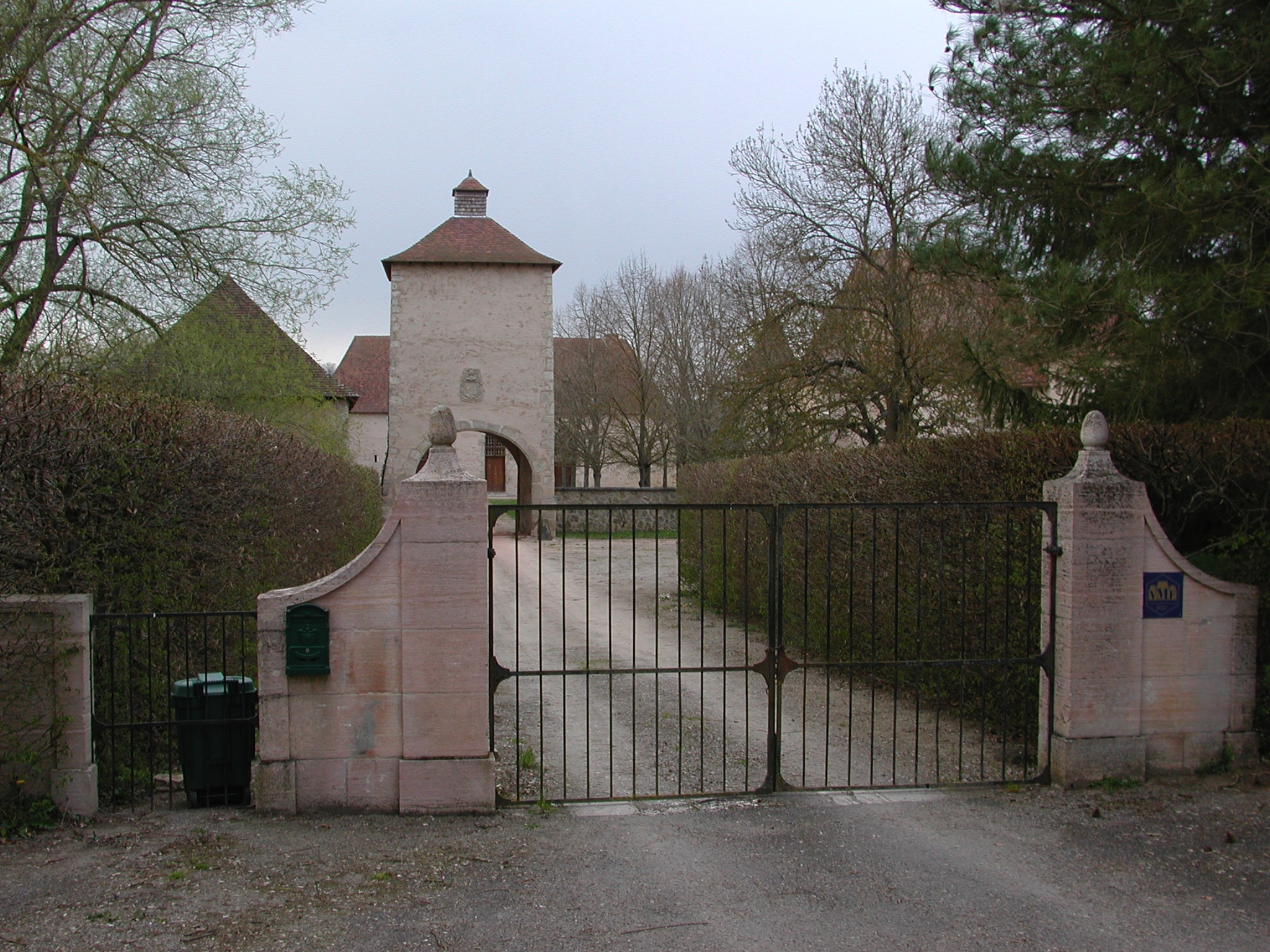
Entrée du château de La Rivière.

- le château de Chareil-Cintrat ou château du Bas-Chareil. Ancienne maison forte du XIVe ou XVe siècle remaniée en 1557. Il se compose d'un logis rectangulaire flanqué de deux tours rondes aux angles (il y en avait quatre)[29]. Son décor intérieur sculpté est marqué par le style de la seconde Renaissance française. Les salles sont ornées de peinture murales des années 1560-1570. Inspirées de l'Antique, elles représentent des thèmes mythologiques et astrologiques. Le château de Chareil-Cintrat a été classé au titre des monuments historiques en 1958[30], année de son acquisition par l'État. Il est actuellement géré par le Centre des monuments nationaux.
- le Conservatoire de la vigne et du vin, établi à proximité immédiate du château, réunit sur une étendue de deux hectares les anciens cépages traditionnellement cultivés dans le vignoble de Saint-Pourçain. L'objectif est de conserver et de faire connaître les savoir-faire liés à la culture de ces anciens cépages. Les cépages représentés sont, pour le blanc : aligoté, chardonnay, melon, meslier, romorantin, pinot blanc, pinot gris, saint-françois, saint-pierre doré, sauvignon, tressallier ; pour le rouge : fréau, gamay beaujolais et lyonnais, pinot noir. Visite ouverte toute l'année.
- l'église Saint-Blaise, située près de l'entrée du château. Première église de Chareil, d'époque romane, construite au début du XIe siècle, il n'en reste que la nef, le transept et le caquetoire ; le clocher et le chœur ont été détruits. Elle est classée au titre des monuments historiques en 1981.
- l'église Saint-Roch de Chareil-Cintrat.
- le château de Blanzat, sur la rive gauche de la Bouble, au sud de la commune, près de la limite avec la commune voisine de Fourilles.
- le château de La Rivière, sur la rive droite de la Bouble, en aval de Blanzat.
- le château d'Artangues, sur le plateau, près de l'actuel bourg de Chareil.

### Personnalités liées à la commune
- Claude Morin, écuyer, seigneur de Chareil, contrôleur ordinaire des guerres. Il s'enrichit lors des guerres d'Italie et découvrit de l'autre côté des Alpes l'art de la renaissance italienne, dont il s'inspira quand il fit reconstruire et décorer le château.
- Pierre Hippolyte Raynaud (1795-1876), né à Chareil-Cintrat, où son père, Claude Raynaud (qui fut maire de la commune sous le Consulat et l'Empire), possédait le château de Blanzat. Avocat, il fut député de l'Allier (1830-1834 et 1839-1842) et président du Conseil général du département.

### Héraldique
| Blason de Chareil-Cintrat | Blason  | Coupé ondé: au 1) parti : au 1a) de sinople à un tour d'argent maçonnée de sable, au 1b) de gueules à trois épis de blé d'or liés du champ, au 2) d'azur à une grappe de raisin d'or. |
| Blason de Chareil-Cintrat | Détails | Créé par JF Binon. Adopté le 21 aout 2021 |